# Euroscaptor klossi
Espèce
Synonymes
- Euroscaptor malayana Chasen, 1940

Statut de conservation UICN

 LC  : Préoccupation mineure
Euroscaptor klossi est une espèce de mammifères de la famille  des Talpidés (Talpidae). C'est une taupe du sud-est de l'Asie.

## Habitat et répartition

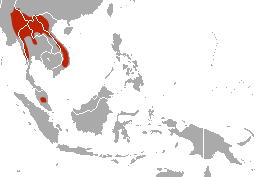
Carte de répartition en Asie.

Euroscaptor grandis est un animal terrestre asiatique.
On le rencontre en Chine, au Laos, en Malaisie, en Birmanie, en Thaïlande et au Viêt Nam.

## Classification
Cette espèce a été décrite pour la première fois en 1929 par le zoologiste britannique Michael Rogers Oldfield Thomas (1858-1929).
Classification plus détaillée selon le Système d'information taxonomique intégré (SITI ou ITIS en anglais) :
 Règne : Animalia ; sous-règne : Bilateria ; infra-règne : Deuterostomia ; Embranchement : Chordata ; Sous-embranchement : Vertebrata ; infra-embranchement : Gnathostomata ; super-classe : Tetrapoda ; Classe : Mammalia ; Sous-classe : Theria ; infra-classe : Eutheria ; ordre : Soricomorpha ; famille des Talpidae ; sous-famille des Talpinae ; tribu des Talpini ; genre Euroscaptor.
Traditionnellement, les espèces de la famille des Talpidae sont classées dans l'ordre des Insectivores (Insectivora), un regroupement qui est progressivement abandonné au XXIe siècle.